# La terra prigioniera
La terra prigioniera (Земля в плену) è un film del 1927 diretto da Fëdor Aleksandrovič Ocep.